# 勞勒 (愛荷華州)
勞勒（英語：Lawler）是一個位於美國愛荷華州奇克索縣的城市。

## 地理
勞勒的座標為43°04′10″N 92°09′10″W / 43.06944°N 92.15278°W，而該地的平均海拔高度為330米（即1083英尺）。

## 人口
根據2010年美國人口普查的數據，勞勒的面積為2.31平方千米，當中陸地面積為2.28平方千米，而水域面積為0.03平方千米。當地共有人口439人，而人口密度為每平方千米190人。